# Ghiacciaio Suter
Il ghiacciaio Suter è un ghiacciaio lungo circa 9 km, situato nella parte nord-occidentale della Dipendenza di Ross, nell'Antartide orientale. Il ghiacciaio, il cui punto più alto si trova a circa 600 m s.l.m., si trova sulla costa di Borchgrevink, sul versante sud-orientale della dorsale dell'Alpinista, da dove fluisce verso sud-est, scorrendo lungo il versante sud-occidentale della cresta Spatulate, fino ad entrare nella baia di Lady Newnes, formando anche una lingua glaciale al di sopra della baia.

## Storia
Il ghiacciaio Suter è stato così battezzato dai membri della spedizione neozelandese di ricognizione geologica antartica svolta nel 1966-67, in onore di Douglas Suter, uno scienziato neozelandese di stanza alla stazione Hallett nella stagione 1962-63.